# Diocesi di Kara
La diocesi di Kara (in latino Dioecesis Karaënsis) è una sede della Chiesa cattolica in Togo suffraganea dell'arcidiocesi di Lomé. Nel 2023 contava 209.239 battezzati su 957.600 abitanti. È retta dal vescovo Jacques Danka Longa.

## Territorio
La diocesi comprende l'intera Regione di Kara, nella parte centro-settentrionale del Togo.
Sede vescovile è la città di Kara, dove si trova la cattedrale dei Santi Pietro e Paolo.
Il territorio è suddiviso in 46 parrocchie.

## Storia
La diocesi è stata eretta il 1º luglio 1994, ricavandone il territorio dalla diocesi di Sokodé.
Il 23 marzo 2010 la Congregazione per il culto divino e la disciplina dei sacramenti ha confermato san Paolo apostolo patrono principale della diocesi.

## Cronotassi dei vescovi
Si omettono i periodi di sede vacante non superiori ai 2 anni o non storicamente accertati.
- Ernest Patili Assi † (1º luglio 1994 - 16 febbraio 1996 deceduto)
- Ignace Baguibassa Sambar-Talkena † (30 novembre 1996 - 7 gennaio 2009 dimesso)
- Jacques Danka Longa, dal 7 gennaio 2009

## Statistiche
La diocesi nel 2023 su una popolazione di 957.600 persone contava 209.239 battezzati, corrispondenti al 21,9% del totale.
| anno | popolazione | popolazione | popolazione | presbiteri | presbiteri | presbiteri | presbiteri                | diaconi | religiosi | religiosi | parrocchie |
| anno | battezzati  | totale      | %           | numero     | secolari   | regolari   | battezzati per presbitero | diaconi | uomini    | donne     | parrocchie |
| ---- | ----------- | ----------- | ----------- | ---------- | ---------- | ---------- | ------------------------- | ------- | --------- | --------- | ---------- |
| 1999 | 91.120      | 589.320     | 15,5        | 53         | 29         | 24         | 1.719                     |         | 59        | 97        | 21         |
| 2000 | 92.760      | 599.927     | 15,5        | 50         | 26         | 24         | 1.855                     |         | 49        | 71        | 22         |
| 2001 | 101.200     | 613.670     | 16,5        | 55         | 30         | 25         | 1.840                     |         | 47        | 93        | 22         |
| 2002 | 112.470     | 868.867     | 12,9        | 55         | 30         | 25         | 2.044                     |         | 58        | 101       | 22         |
| 2003 | 117.470     | 878.500     | 13,4        | 56         | 32         | 24         | 2.097                     |         | 56        | 81        | 24         |
| 2004 | 117.470     | 878.500     | 13,4        | 59         | 37         | 22         | 1.991                     |         | 54        | 86        | 24         |
| 2006 | 123.288     | 919.000     | 13,4        | 67         | 43         | 24         | 1.840                     |         | 52        | 94        | 25         |
| 2007 | 126.600     | 940.000     | 13,5        | 69         | 45         | 24         | 1.834                     | 2       | 54        | 113       | 26         |
| 2011 | 200.000     | 1.033.000   | 19,4        | 89         | 62         | 27         | 2.247                     |         | 64        | 112       | 32         |
| 2013 | 206.294     | 1.084.000   | 19,0        | 111        | 82         | 29         | 1.858                     |         | 61        | 125       | 34         |
| 2016 | 155.074     | 769.940     | 20,1        | 102        | 75         | 27         | 1.520                     |         | 63        | 109       | 35         |
| 2019 | 166.000     | 864.350     | 19,2        | 117        | 82         | 35         | 1.418                     |         | 72        | 127       | 35         |
| 2021 | 172.225     | 897.400     | 19,2        | 113        | 80         | 33         | 1.524                     |         | 69        | 137       | 39         |
| 2023 | 209.239     | 957.600     | 21,9        | 125        | 84         | 41         | 1.673                     |         | 85        | 134       | 46         |